# Chiara Civello

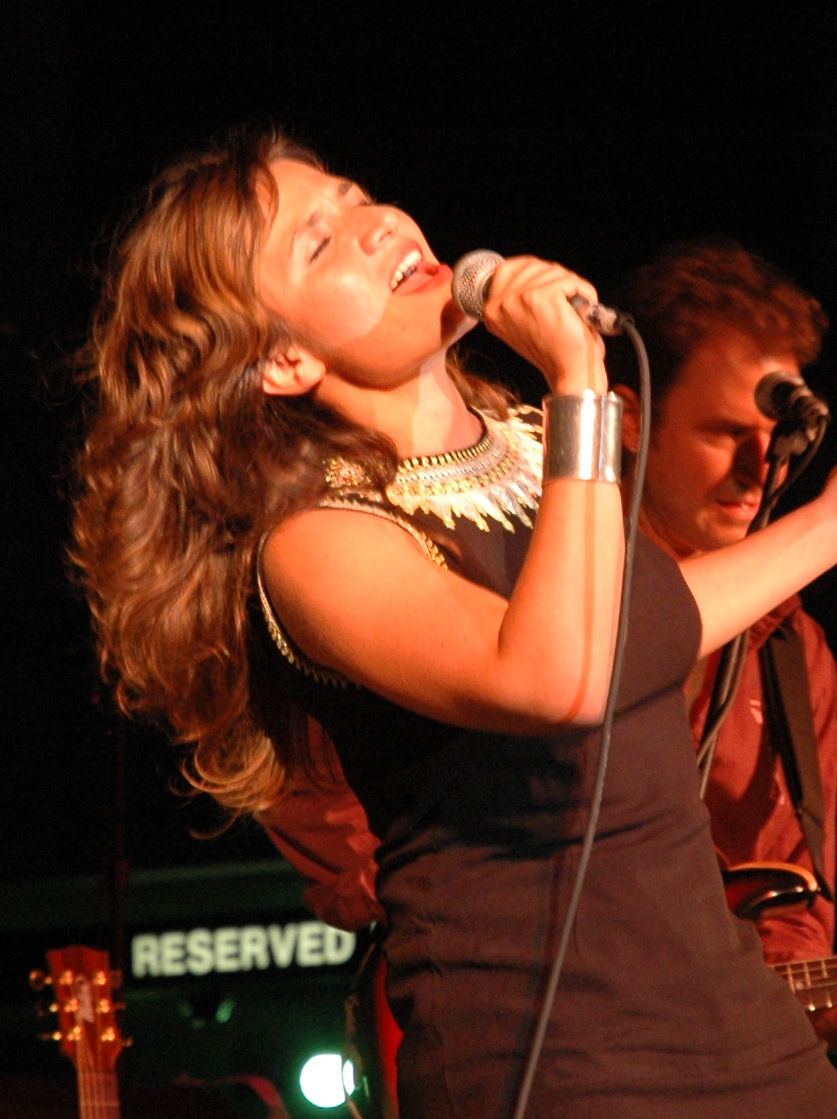
Chiara Civello (2005)

Chiara Civello (* 15. Juni 1975 in Rom) ist eine italienische Jazzmusikerin (Gesang, Piano; auch Gitarre), die vor allem als Singer-Songwriterin hervorgetreten ist.

## Leben und Wirken
Civello fand über ihre Großmutter zum Klavierspielen. Sie sang zunächst in klassischen Chören, bevor sie sich dem Jazz zuwendete und vier Jahre lang die private St. Louis Music Academy in Rom besuchte. Mit 16 Jahren begann sie, professionell zu singen. Bald war sie an Aufnahmen mit der Mario Raja Big Band  beteiligt; dann holte sie Roberto Gatto zu seinen Noisemakers (# 7). 1993 zog sie nach Boston, um am Berklee College of Music zu studieren (Abschluss 1998). Im Jahr 2000 zog sie nach New York City, wo sie, durch Russ Titelman vermittelt, einen Vertrag bei Verve Music Group erhielt. Gemeinsam mit Burt Bacharach schrieb sie den Song Trouble. Ihr erstes Album namens Last Quarter Moon stellte sie weltweit auf einer Tournee vor; es hatte in Italien und in Japan Verkaufserfolge. Ihr drittes Album mit dem Titel 7752 tauchte in die brasilianische Musik ein und entstand mit Größen der dortigen Szene wie Ana Carolina und Jaques Morelenbaum. 2012 nahm sie mit dem Song Al posto del mondo von Diana Tejera am Sanremo-Festival teil, das dann Titelsong ihres vierten Albums wurde. Arrangement und Produktion ihres fünften Albums, Canzoni, lagen bei Eumir Deodato und Nicola Conte. Marc Collin produzierte ihr Album Eclipse (2017). Ihr siebtes Album Chansons (2021) versammelt 12 Klassiker des Genres aus den Jahren 1945 bis 1975. Sie hat auch mit Phil Woods, Paolo Fresu, Stefano Di Battista, Bruno Tommaso, Paolo Damiani, Danilo Rea, Fabrizio Sferra, Jerry Bergonzi, Mick Goodrick, Bob Moses, Cyro Baptista und Mike Stern gearbeitet.

## Preise und Auszeichnungen
Civello erhielt sowohl den Boston Jazz Society Award als auch den Cleo Laine Award. 2012 wurde ihr Song Problemi/Problema in der Interpretation von Ana Carolin mit dem brasilianischen Multishow Award ausgezeichnet.

## Diskografie (Auswahl)

### Alben
| Jahr | Titel              | Höchstplatzierung, Gesamtwochen, AuszeichnungChartsChartplatzierungen (Jahr, Titel, Platzierungen, Wochen, Auszeichnungen, Anmerkungen) | Anmerkungen |
| Jahr | Titel              | IT | Anmerkungen |
| ---- | ------------------ | --- | --- |
| 2005 | Last Quarter Moon  | IT62 (5 Wo.)IT | mit Miguel Zenón, Mike Mainieri, Larry Goldings, James Genus, Steve Gadd, Paulinho Braga und anderen              |
| 2007 | The Space Between  | IT38 (7 Wo.)IT | |
| 2010 | 7752               | IT51 (2 Wo.)IT | mit Anat Cohen, Jaques Morelenbaum, Marc Ribot, Ana Carolina, Gene Lake, Mauro Refosco und anderen                |
| 2012 | Al posto del mondo | IT57 (3 Wo.)IT | |
| 2014 | Canzoni            | IT16 (9 Wo.)IT | mit Gilberto Gil, Chico Buarque, Ana Carolina, Esperanza Spalding, Magnus Lindgren, Gaetano Partipilo und anderen |
| 2017 | Eclipse            | IT12 (4 Wo.)IT | |